# Cámara Penal de la Corte Suprema de Justicia de Guatemala
La Cámara Penal de la Corte Suprema de Justicia de la República de Guatemala es una de las tres cámaras de la Corte Suprema de Justicia de Guatemala y es el máximo tribunal de justicia ordinaria organizada para conocer los asuntos que le competen de conformidad con esta materia, es decir, todo lo referente al derecho penal guatemalteco.

## Organización
A partir de octubre de 2024, está conformada por 4 magistrados titulares que son:
1. Presidente Gustavo Adolfo Morales Duarte (vocal XII).
2. Vocal III René Guillermo Girón Palacios.
3. Vocal X Luis Mauricio Corado Campos.
4. Vocal XIII Jenny Noemy Alvarado Teni

## Fundamento legal
El fundamento de la creación de las Cámaras, y en concreto de la Cámara Penal, se encuentra regulado en el artículo 76 de la Ley del Organismo Judicial.

## Competencia
La competencia de la Cámara Penal se extiende a lo siguiente:
1. Recurso de casaciones penales.
2. Prórrogas de prisión.
3. Dudas de competencia de juzgados penales.
4. Recurso de apelaciones de recursos penales.